# Émile Fron
Claude-Emile Fron, né à Clamecy (Nièvre) le 28 août 1836 et mort à Paris le 31 mars 1911, est un astronome et météorologue français, sous-directeur de l'Observatoire de Paris sous la direction d'Urbain Le Verrier.

## Biographie

### Études et carrière
Admis à l'École polytechnique en 1855, il préfère finalement en démissionner et intègre en 1856 l'École normale supérieure avec son ami Jules Morisot. Après cinq années dans l'enseignement secondaire à Rodez, Agen, Marseille et Moulins, il est nommé physicien-adjoint à l'Observatoire de Paris et décide de diriger ses travaux vers la météorologie.
Il rédige une thèse de doctorat sur les mouvements généraux de l'atmosphère dans leurs rapports avec les orages (1868), premier document d'ensemble sur cette question.
Pendant la Guerre franco-prussienne de 1870, il est chargé par sa hiérarchie des Avertissements et du Bulletin météorologique. Il devient membre du Comité de défense nationale et accompagne le gouvernement à Bordeaux.

### Le Service des Avertissements
En 1878, il devient directeur du Service des Avertissements, lequel dépend du Bureau central météorologique de France (B.C.M.), organisme indépendant de l'observatoire. Il demeure à ce poste jusqu'à sa retraite, en 1903.
Il est chargé de la publication du Bulletin météorologique international quotidien. Pour ce faire, le Service des Avertissements reçoit tous les jours environ 150 dépêches, dont un tiers provenant de France métropolitaine et d'Algérie, destinées à élaborer cinq cartes le matin et trois le soir. À partir de 1880, une carte du temps destinée à l'insertion dans les journaux est préparée tous les jours par le service.
Il devient Chevalier de la Légion d'honneur le 12 janvier 1895, (décret du Ministre de l'instruction Publique du 30 juillet 1894).

### Famille
Claude-Émile Fron est le fils de Pierre-Anne-Constant Fron (1806-1884), greffier de Justice de Paix à Clamecy (Nièvre), et de Marie-Louise Ledoux (1812-1900), elle-même issue d'une famille de tailleurs d'habits de Clamecy.
Il se marie le 30 juillet 1866 avec Héloïse Roustain (1840-1887) (fille de Jean-Baptiste Roustain (1804-1856), avocat à la Cour d'appel de Paris et de Prudence Aurore Desilles (1809-1890)). De ce mariage sont nés 3 fils :
- Eugène Fron (1867-1945), avocat au Barreau de Paris, marié à Marie-Louise Morisot, dont trois enfants ;
- Albert Fron (1868-1929), inspecteur des Eaux et Forêts, marié à Elisabeth Delaunoy (1875-1971), dont quatre enfants ;
- Georges Fron (1870-1957), professeur à l'Institut national agronomique, marié à Marie Gratet Duplessis, dont cinq enfants.